# Wat Phra Kaeo (Chiang Rai)
Pour les articles homonymes, voir Wat Phra Kaeo.
Le Wat Phra Kaeo  est un temple thaïlandais situé à Chiang Rai, dans le nord du pays.

## Histoire
Le Wat Phra Kae (thaï : วัดพระแก้ว) était appelé à l'origine Wat Pa Yia ou Wat Pa Phai (thaï : วัดป่าเยี้ยะ ou ป่าไผ่ - temple de la forêt de bambous), le stupa du temple fut frappé par la foudre en 1434 et ceci mit au jour le Bouddha d'émeraude qui est de nos jours abrité dans le sanctuaire du Wat Phra Si Rattana Satsadaram dans l'enceinte du  Palais Royal de Bangkok (connu sous le nom de Wat Phra Kaeo de Bangkok, ou temple du Bouddha d'émeraude).
À partir de cette date, les habitants de Chiang Rai appelèrent ce temple Wat Phra Kaeo ce qui signifie temple du saint Bouddha de verre.

## Visite
Dans la cour centrale, on notera l'ubosot, datant de 1890, à la façade élancée ; on remarquera la façade décorée de panneaux sculptés or et rouge. Il a été restauré et décoré de façon quelque peu excessive. Les portes dorées sont en trois parties de taille inégale: un motif de vignes dans la partie supérieure, des losanges et des barres en dessous. Au-dessus, le lambrequin est un mélange de motifs de fougères et de vignes, avec du verre bleu au centre. Le fronton est divisé en panneaux rectangulaires, non sculptés, mais peints de décors floraux dorés.
À l'intérieur, un Bouddha de style Lanna en posture de  bhumisparsa, le Phra Chao Lang Thong. Sur la gauche, de très beaux bâtiments en bois ornés de statues du fondateur et de ses successeurs, contenant quelques beaux objets d'art religieux et statues. Sur la droite, on trouve après un bassin peuplé de tortues d'eau, le Ho Phra Kaeo, un viharn moderne, qui abrite la copie de la statue du Bouddha d'émeraude en posture de  dhyana, trouvé dans le chedi (le chedi entièrement doré, se trouve derrière l'ubosot). Cette copie a été exécutée par un artiste chinois à partir de jade provenant du Canada et consacrée par le roi en 1991.

## L'histoire du Bouddha d'émeraude

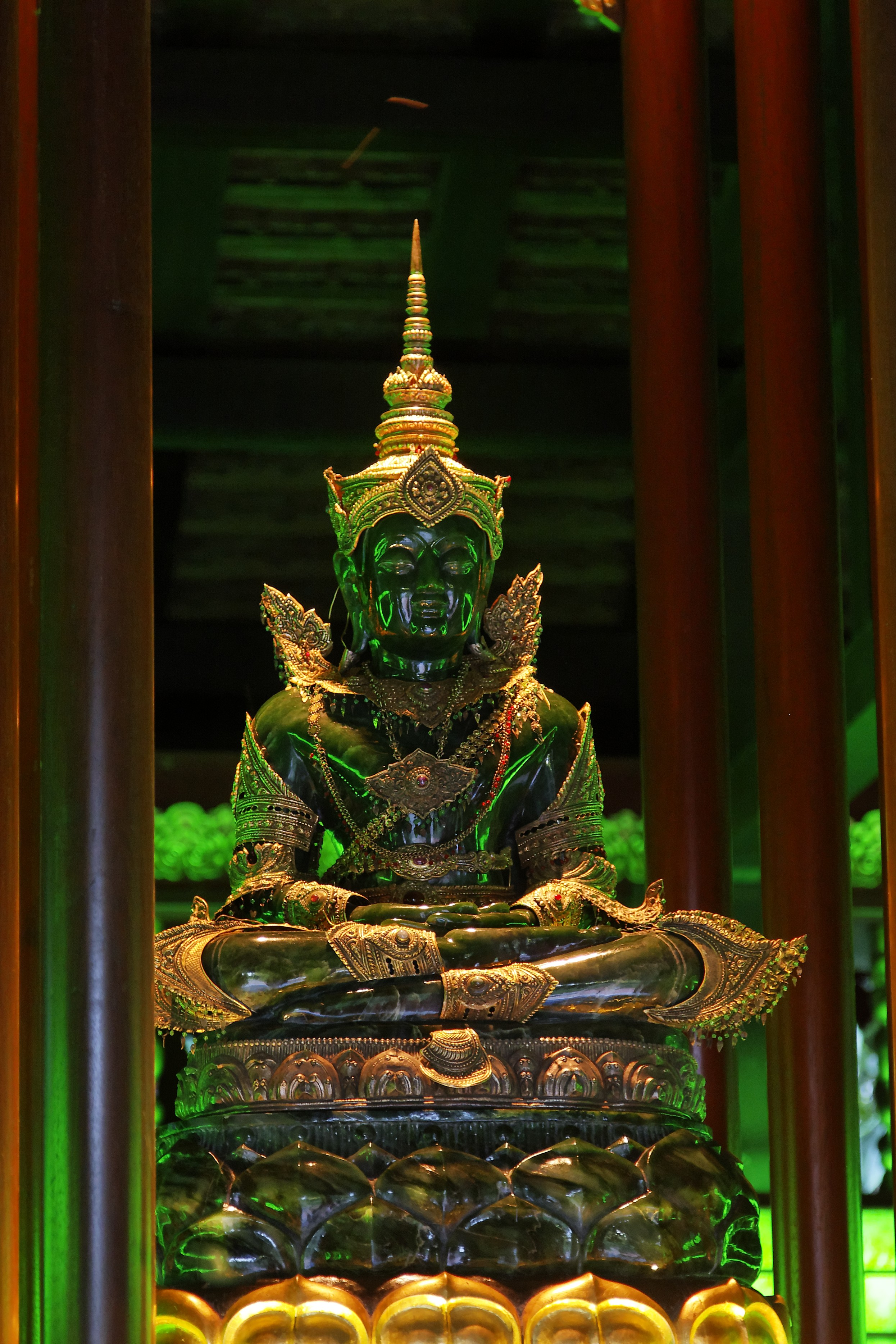
Le Bouddha d'émeraude (copie de l'original trouvé à Chiang Rai et conservé à Bangkok)

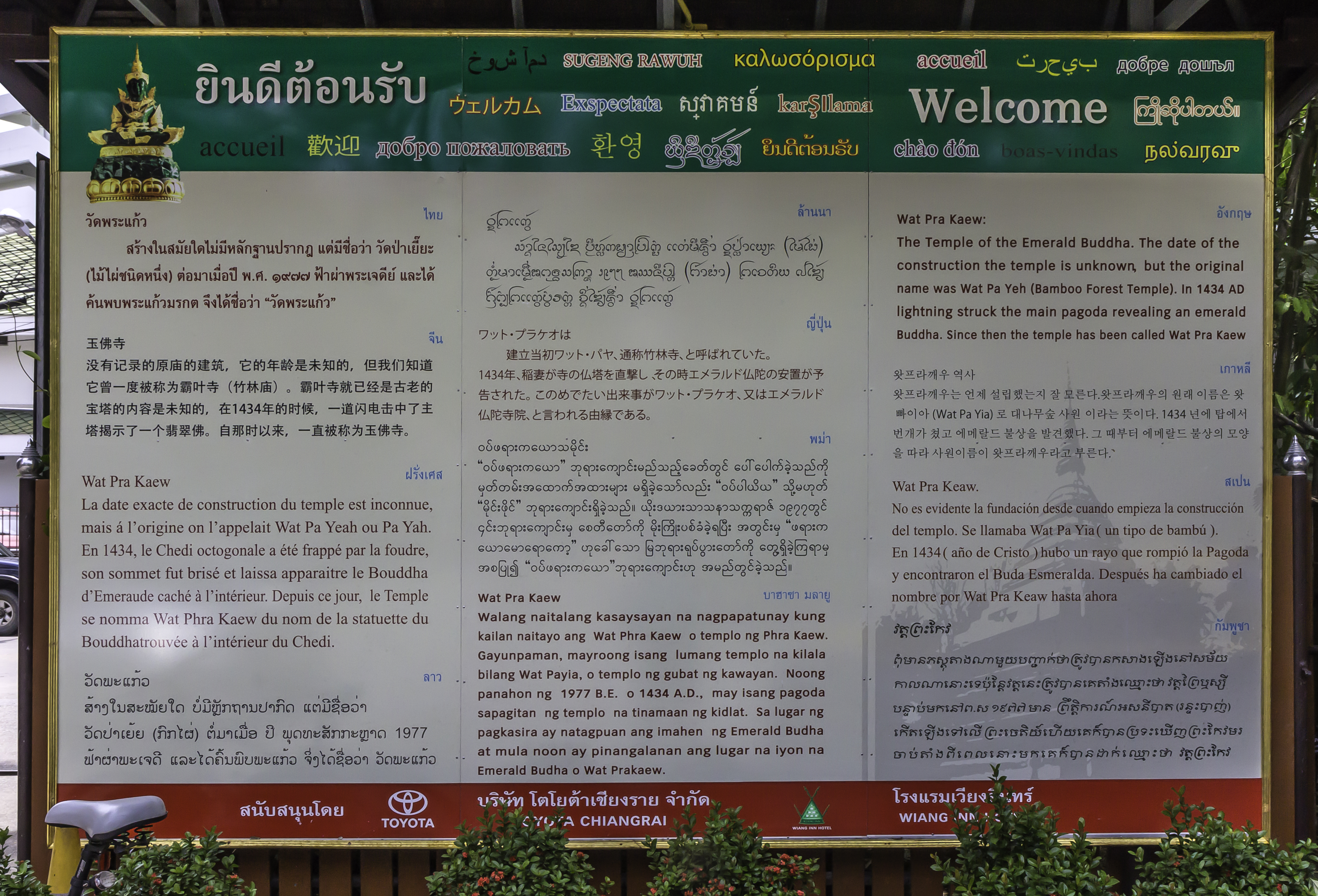
Panneau d'information sur le Bouddha d'émeraude trouvé au Wat Phra Khao de Chiang Rai en siamois (thaï), chinois, français, laotien (lao), lanna (thaï du nord), japonais, birman, malais, anglais, coréen, espagnol et cambodgien (khmer)

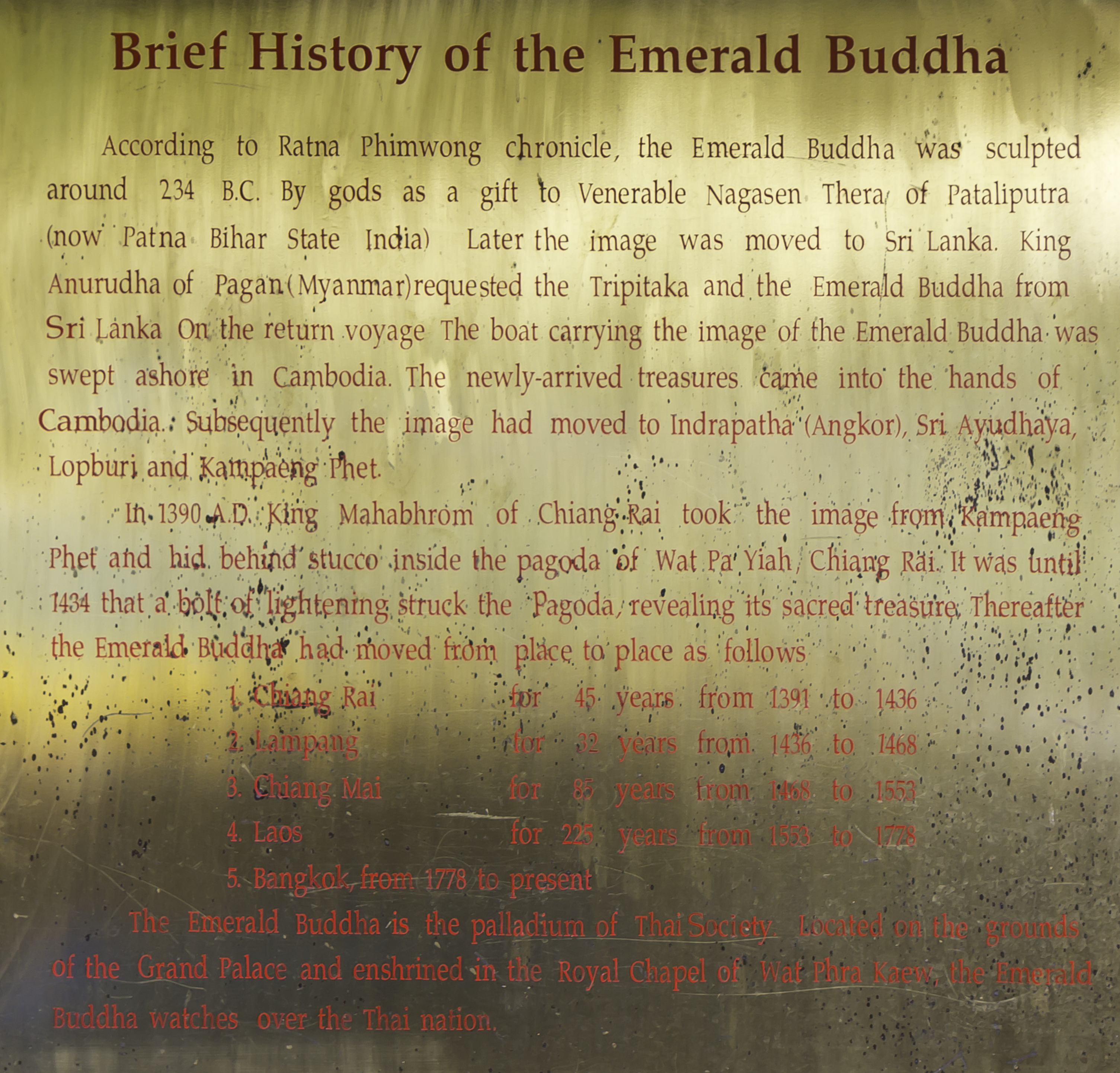
Brève histoire du Bouddha d'émeraude en anglais

En 1434, un éclair frappa le chedi du temple, qui s'ouvrit pour révéler une statue d'un personnage assis, faite de jaspe vert foncé, et qui fait l'objet de vénération depuis. L'origine de cette statue est inconnue, mais son style laisse à penser qu'elle n'est pas originaire de cette région.
Divers monarques voulurent se l'approprier, et la déménager au siège de leur royaume. D'abord le roi Sam Fang Kaen ordonna son transfert à Chiang Mai, mais l'éléphant chargé de la transporter en décida autrement! Ceci étant considéré comme un mauvais présage, on transporta finalement la statue à Lampang où elle fut installée au Wat Phra Kaeo Don Tao. Le roi Tilokaraj la fit transférer au Wat Chedi Luang de Chiang Mai en 1484. Le roi Setthathirat de Luang Prabang la ramena chez lui en 1548 en revenant de Chiang Mai. Elle fut ensuite emmenée à Vientiane en 1564. Le général siamois Taksin se l'appropria en 1778 quand il conquit Vientiane. Il l'intalla au Wat Arun de Bangkok, et son voyage final en 1784 fut pour la placer au Wat Phra Kaeo de Bangkok.

## Photos

Wat Phra Kaeo (Chiang Rai)
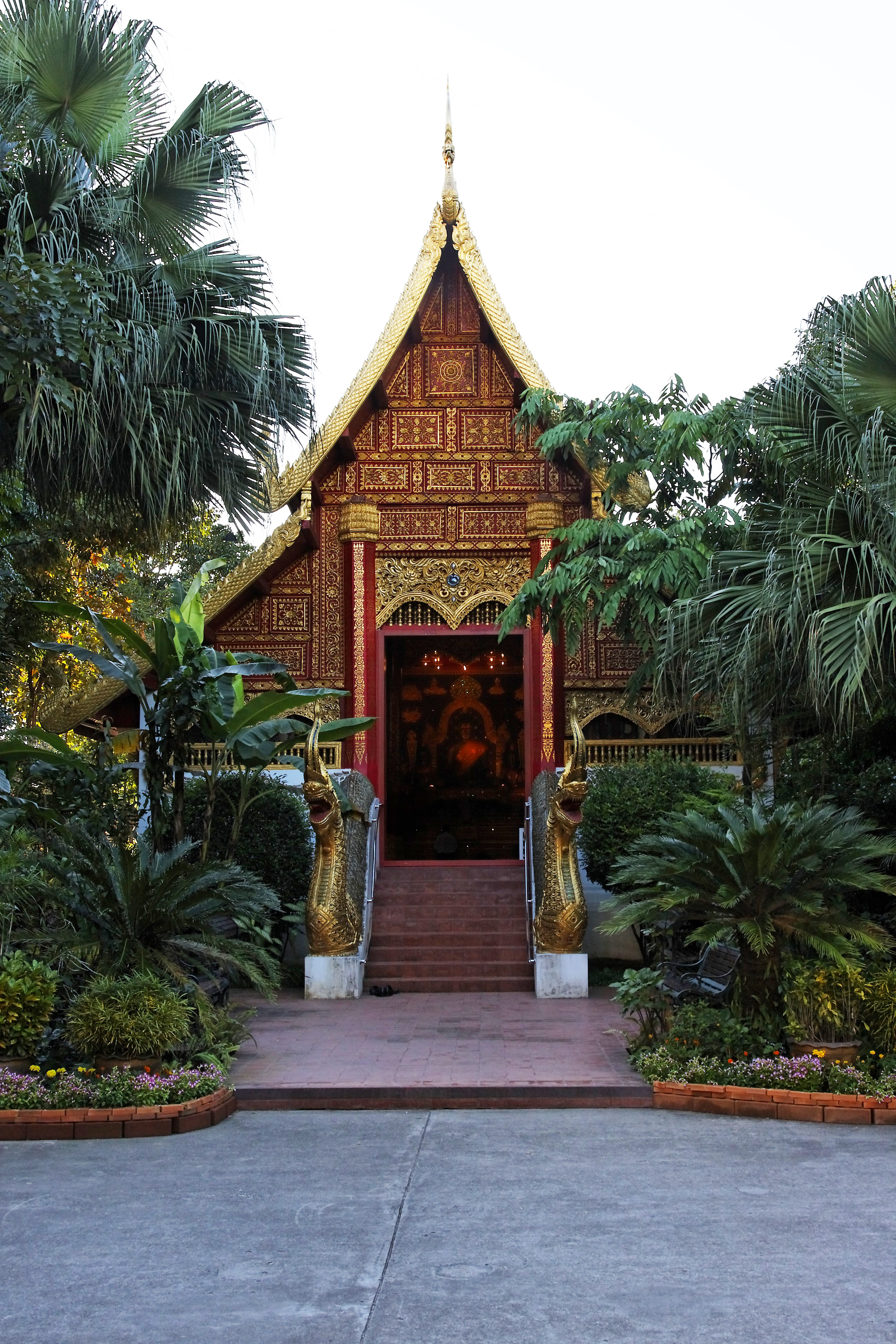
L'ubosot en bois (1890)
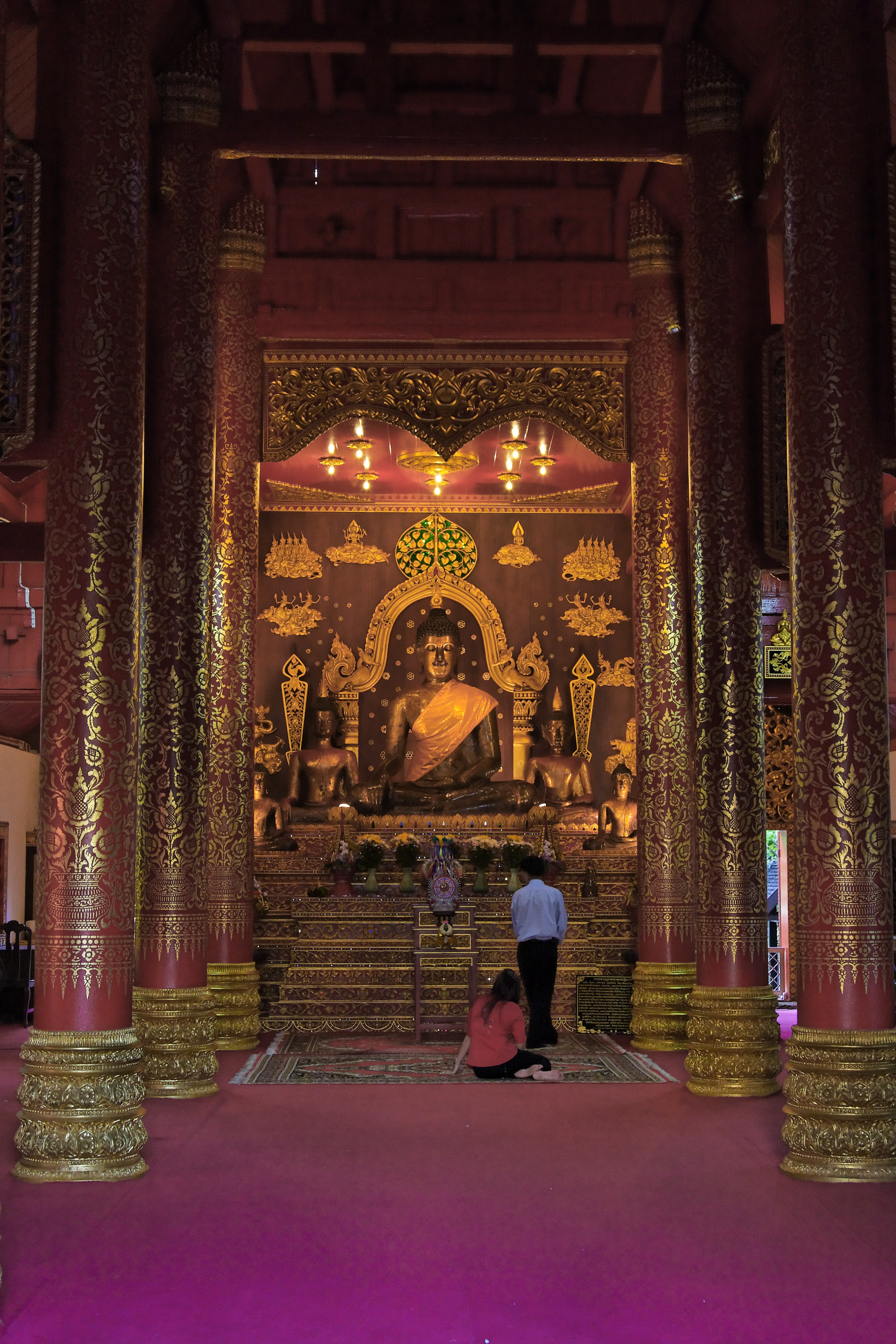
Bouddha de style Lan Na vue générale
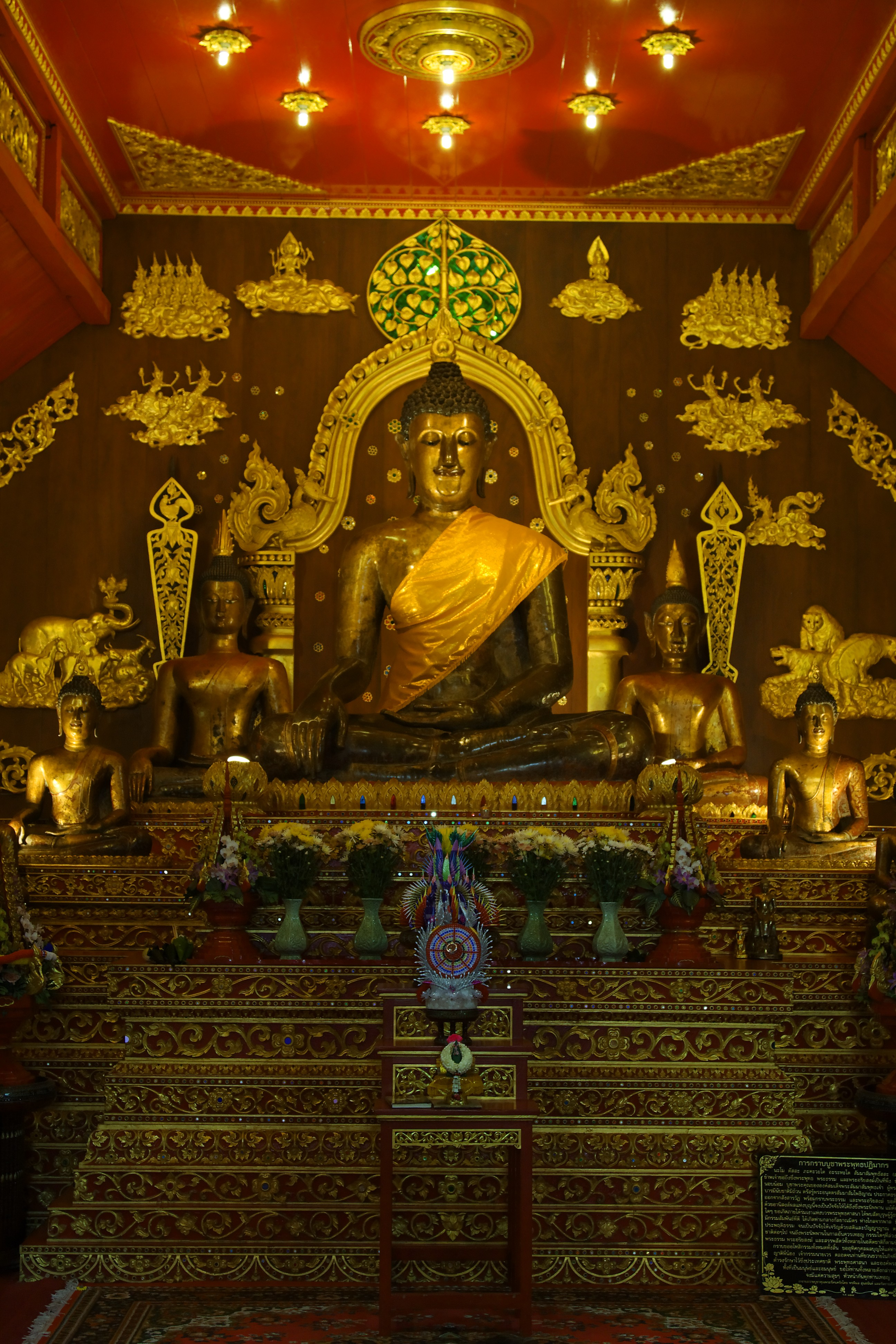
Bouddha de style Lan Na
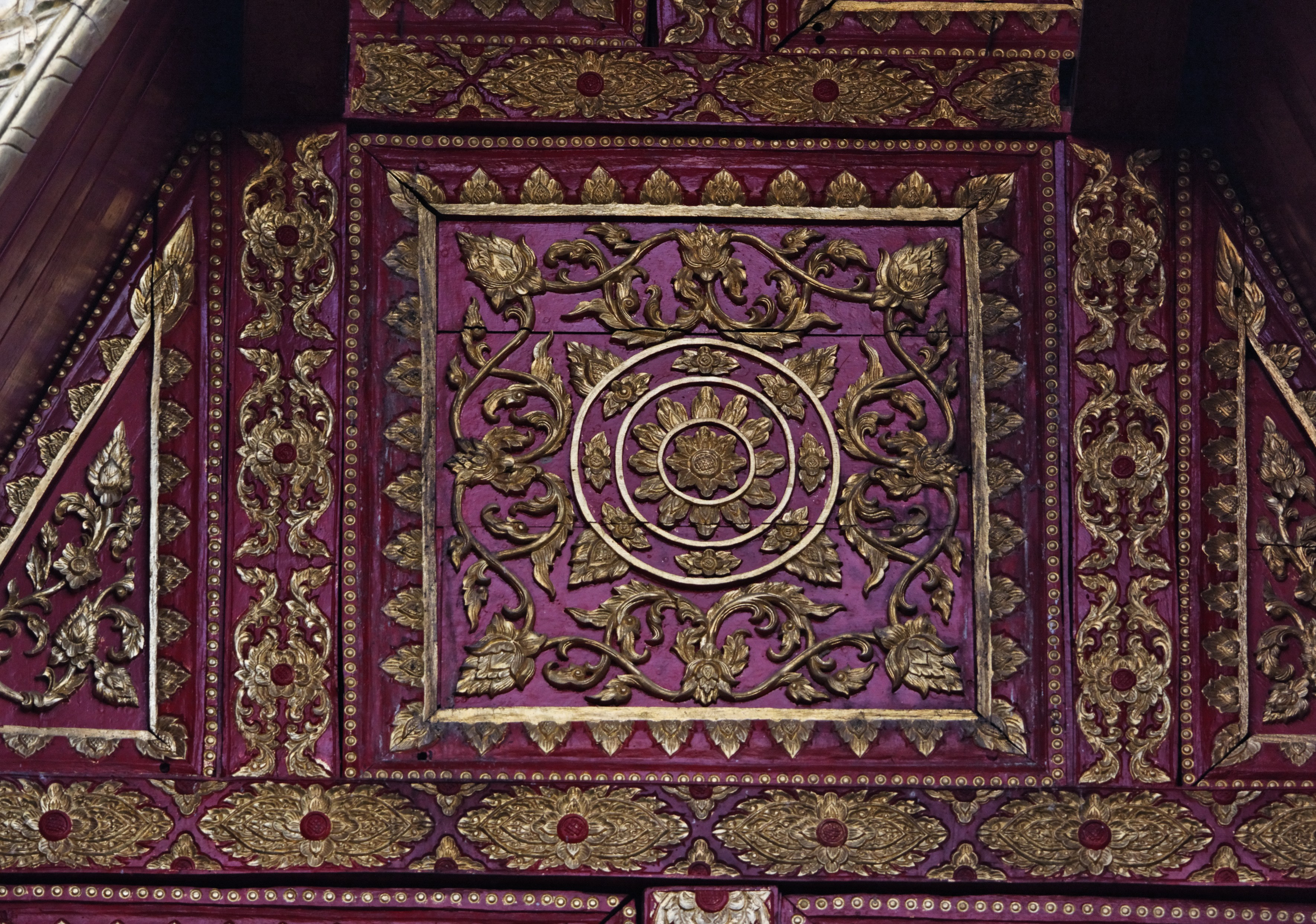
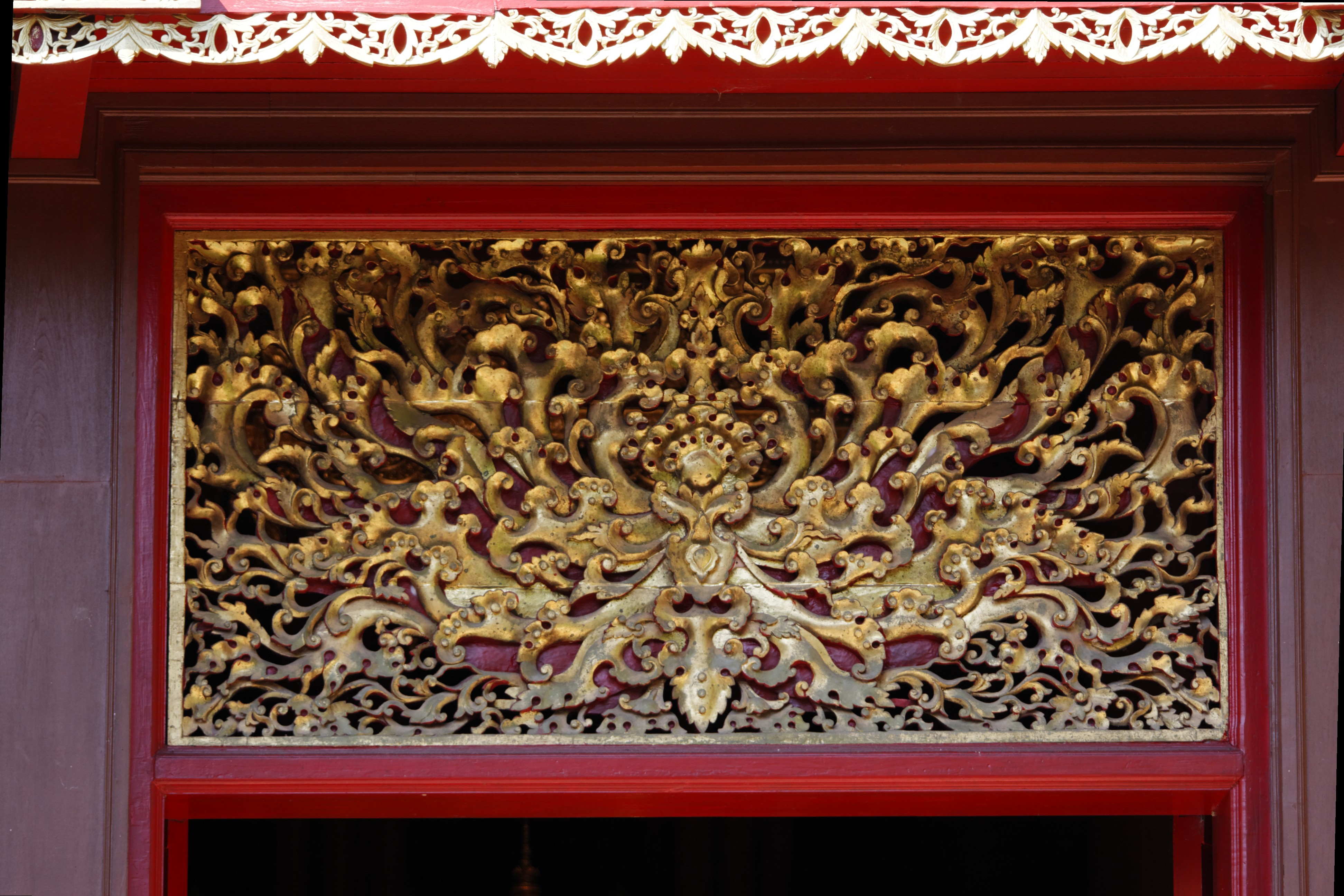
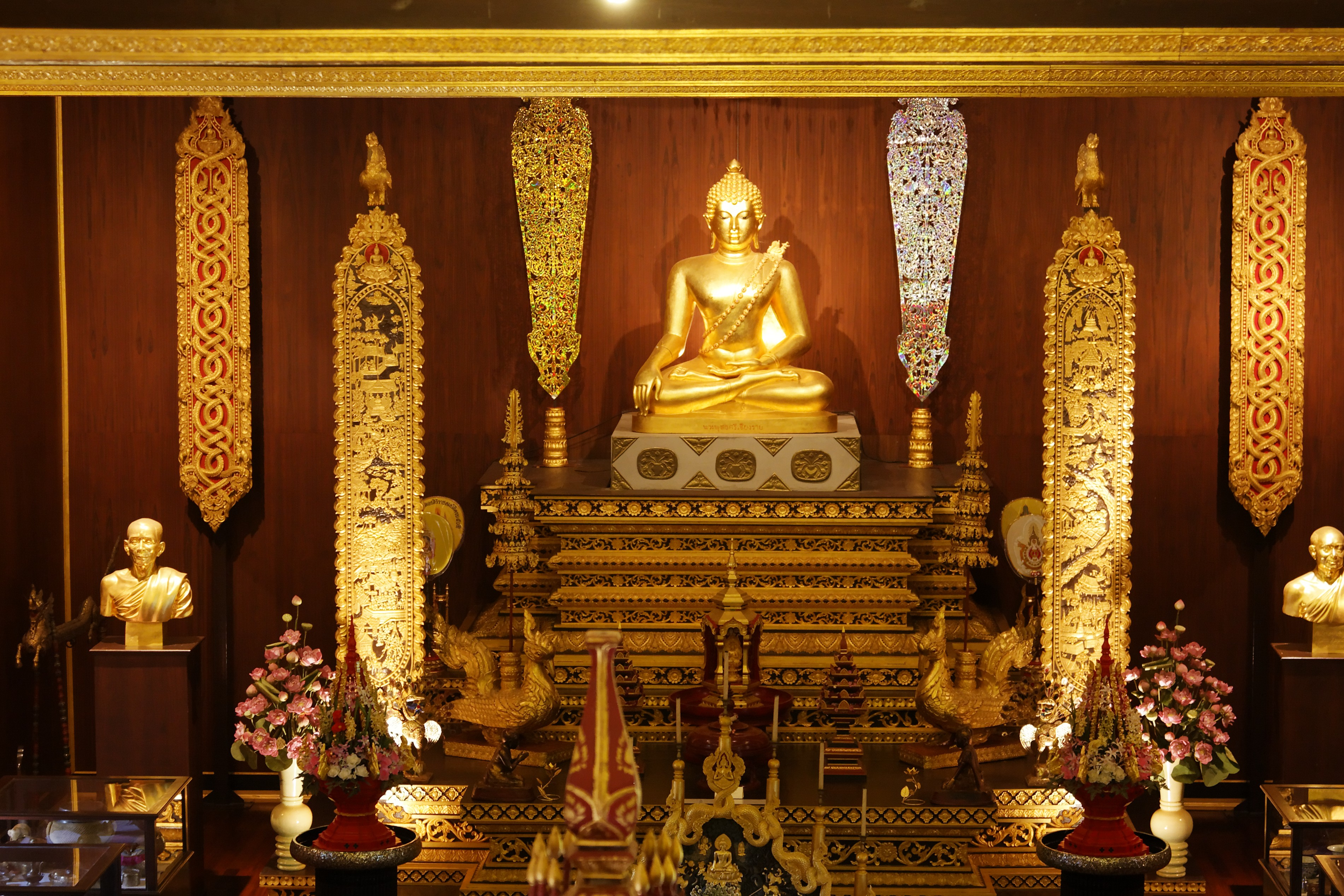
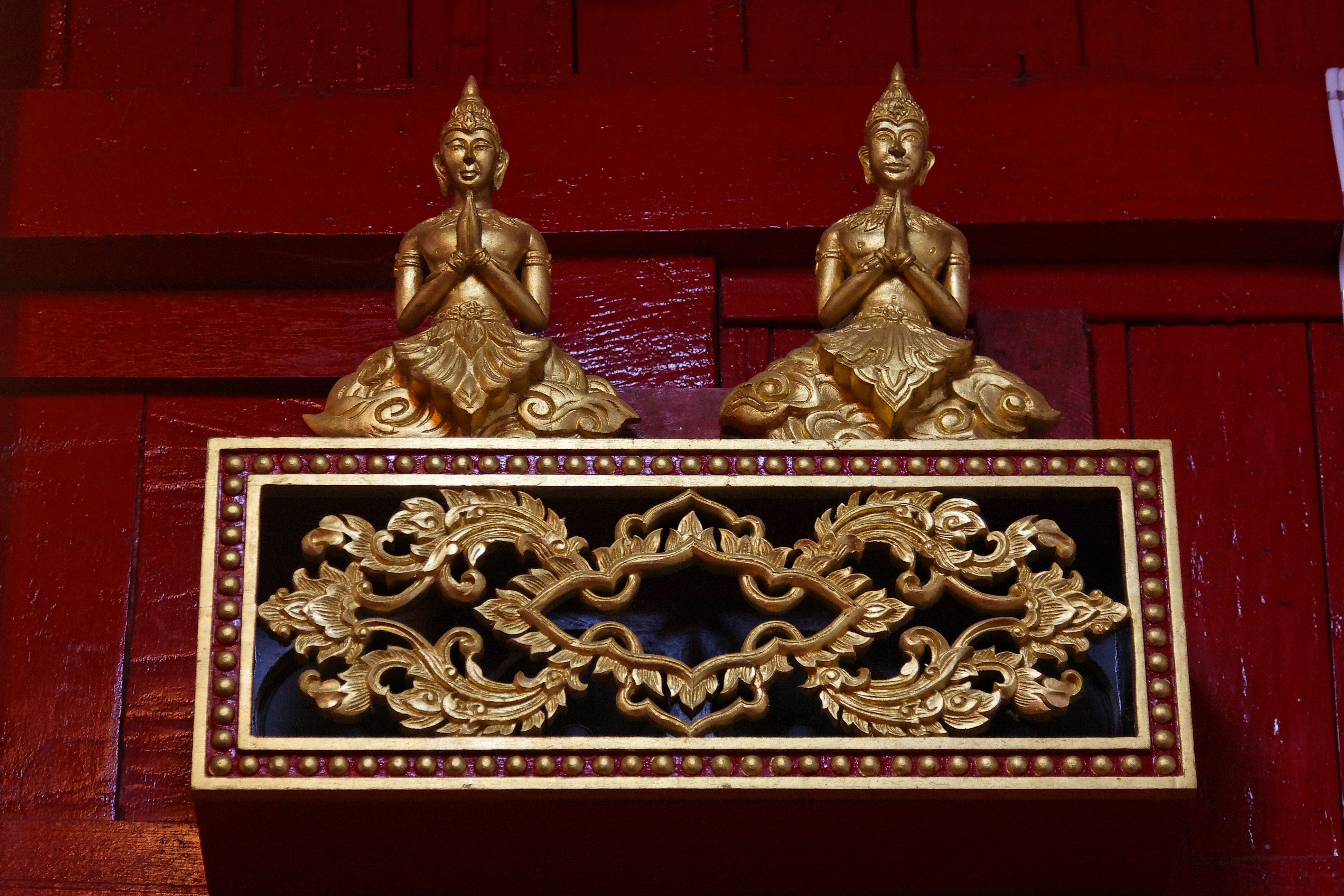
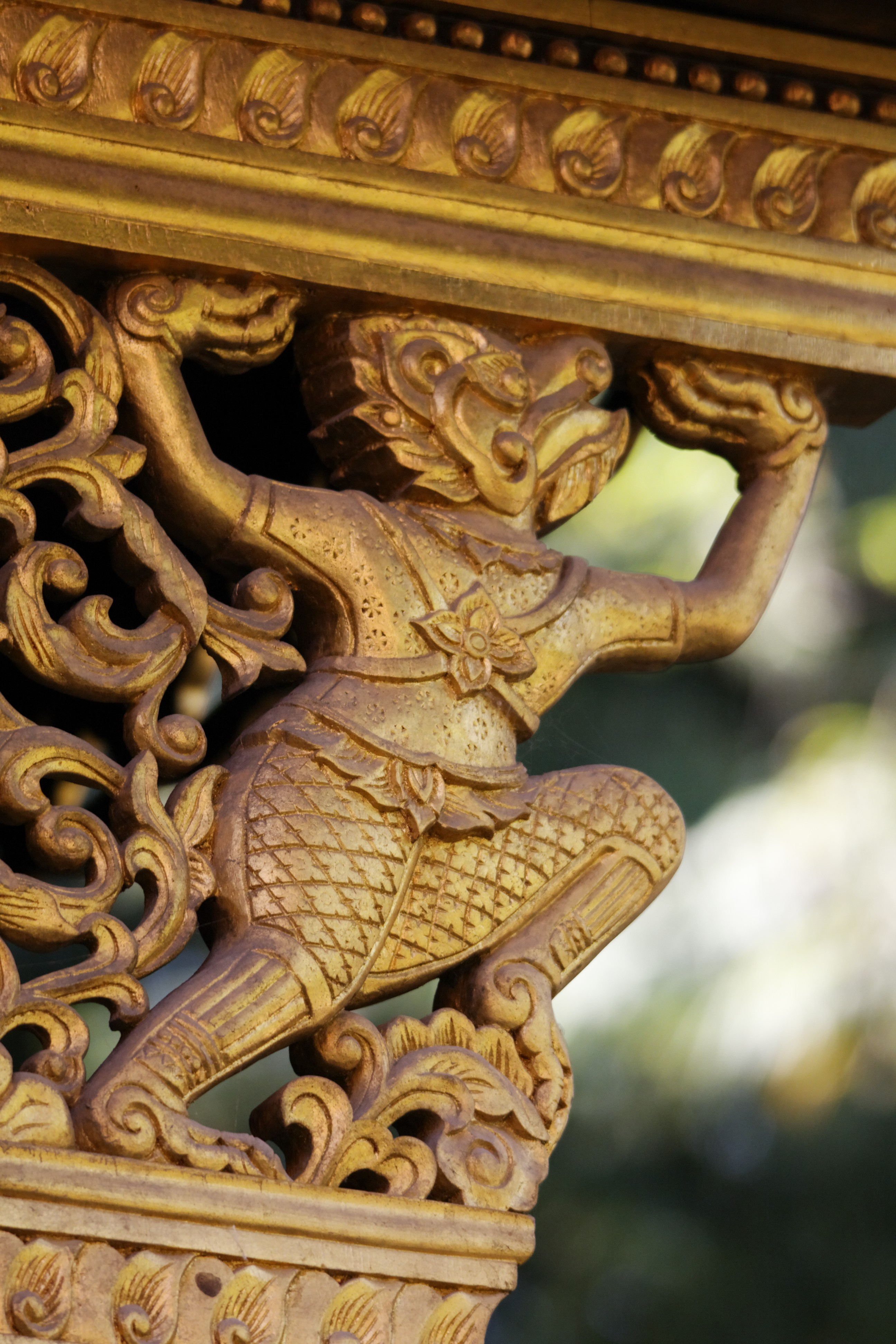